# البناء 22 (مسلسل)
البناء 22 مسلسل كوميدي سوري قام بتأليفه الروائي السوري الكبير خيري الذهبي، وعالجه درامياً السينارست الكبير مازن طه، بينما تولى إخراجه مخرج الروائع الكوميدية هشام شربتجي..مدير التصوير الفنان هشام المالح وقام ببطولته، نجم الكوميديا في التسعينات الراحل عصام سليمان الشهير بدوره بهلول والفنانة القديرة سيدة الكوميديا سامية الجزائري، وظهر فيه النجم عابد فهد بالإضافة إلى النجم القدير الراحل خالد تاجا والراحل سليم كلاس ونادين وطارق الشيخ الشهير بديبو
المسلسل إنتاج 1990.

## قصة المسلسل
تدور احداث المسلسل في إحدى المباني السكنية في إحدى ضواحي دمشق الحديثة حول مفارقات واحداث كوميدية حول بهلول (عصام سليمان) والذي يكون ناطور المبنى والذي يتميز بالسداجة والحماقة خلال فترة عمله في المبنى وغالباً مايفتعل مشاكل في المبنى بشكل غير مقصود وفي نفس الوقت تدور غالبية الاحداث عن جميع سكان المبنى ومشاكلهم وهمومهم التي لا تنتهي إلا بمشكلة كبرى أو مضحكة في آن واحد.

## الشخصيات
عصام سليمان بدور بهلول (شخص سادج وبسيط يعمل ناطوراً في مبنى والذي يقوم بتنفيذ متطلبات سكان الحي.)
سامية الجزائري بدور أم دلال (أمرأة ذو سمعة جيدة وتقوم بعمل السمسرة وتجارة العقارات وغالباً مايقوم بهلول بإزعاجها.)
نادين الخوري بدور نجلاء (امرأة مثقفة وواعية وتصبح بمنصب مديرة المبنى بدلاً من سليم بسبب اهماله في امور المبنى.)
سليم كلاس بدور سليم (مدير شركة موقر ولكنه يواجه مشكلة مع زوجته الأولى فيقوم بالزواج بموظفة في شركته سراً لكن بهلول يفسد الأمر.)
عدنان بركات بدور أبو سعيد (احد سكان المبنى الجدد وهو رجل كبير بالسن وغالباً ما يؤلمه ظهره لأسباب كثيرة وهو حلاق في إحدى حارات دمشق القديمة.)
وفاء موصلي بدور سميحة (زوجة أبو سعيد وهي تكره الوضع القدديم وترغب بالتحضر والتجديد رغم معارضة أبو سعيد وهي كثيرة المشاكل.)
طارق الشيخ بدور ديبو (صديق بهلول وهو رجل قصير ومغلوب عن أمره وفقير لكنه طماع بسبب فقره المدقع.)
ضحى الدبس بدور سميرة (موظفة في الشركة التي يديرها سليم ويقوم بالزواج بها وتقوم بشراء منزل سليم لكنها تبوء بالفشل.
ليلى سمور بدور هنية (زوجة سليم الأولى والتي تفاجئ بأن زوجها تزوج عليها لتقوم بترضيخ زوجها بكتابة المنزل بأسمها أو تطليقها.)
عابد فهد بدور نبيه (طالب جامعة سادج وهو صديق بهلول ويحلم بأن يصبح مطرباً.)
خالد تاجا بدور أبو دلال (زوج أم دلال وهو رجل متقاعد عن عمله ويقوم يسيير أمور المنزل وهو كثير القهقهة والضحك.)
هالة حسني بدور كريمة (إحدى سكان المبنى وهي امرأة تعاني من كثرة الأولاد لكنها تتقبل الأمر.)
فائق عرقسوسي بدور خليل (زوج كريمة ويعاني من كثرة الهموم بسبب كثرة أولاده وغالبا ما تكون مشاكله بسبب متطلبات البيت.)
عدنان حبال بدور الدكتور رضوان (أحد سكان المبنى.)
وليد حبال بدور مصطفى (أحد سكان المبنى.)

## وصلات خارجية
حلقات المسلسل على يوتيوب